# Soliman (Tunisie)
Pour les articles homonymes, voir Soliman.
Soliman ou Slimane (arabe : سليمان) est une ville côtière du nord-est de la Tunisie située à l'entrée sud-ouest du cap Bon et au sud-est de Tunis.
Rattachée au gouvernorat de Nabeul, elle est le chef-lieu d'une délégation et d'une municipalité (commune de Soliman) comptant 37 749 habitants en 2014. 

## Géographie
Encadrée par les djebels Boukornine et Korbous, la plaine côtière de Soliman se trouve au sud du golfe de Tunis. Le site Ramsar de Sebkhet Soliman et sa lagune sert de refuge à des espèces d'oiseaux d’eau comme la sarcelle marbrée, la cigogne blanche, la mouette mélanocéphale, la sterne caugek et la glaréole à collier. Il abrite aussi une flore typique des zones humides.

## Histoire

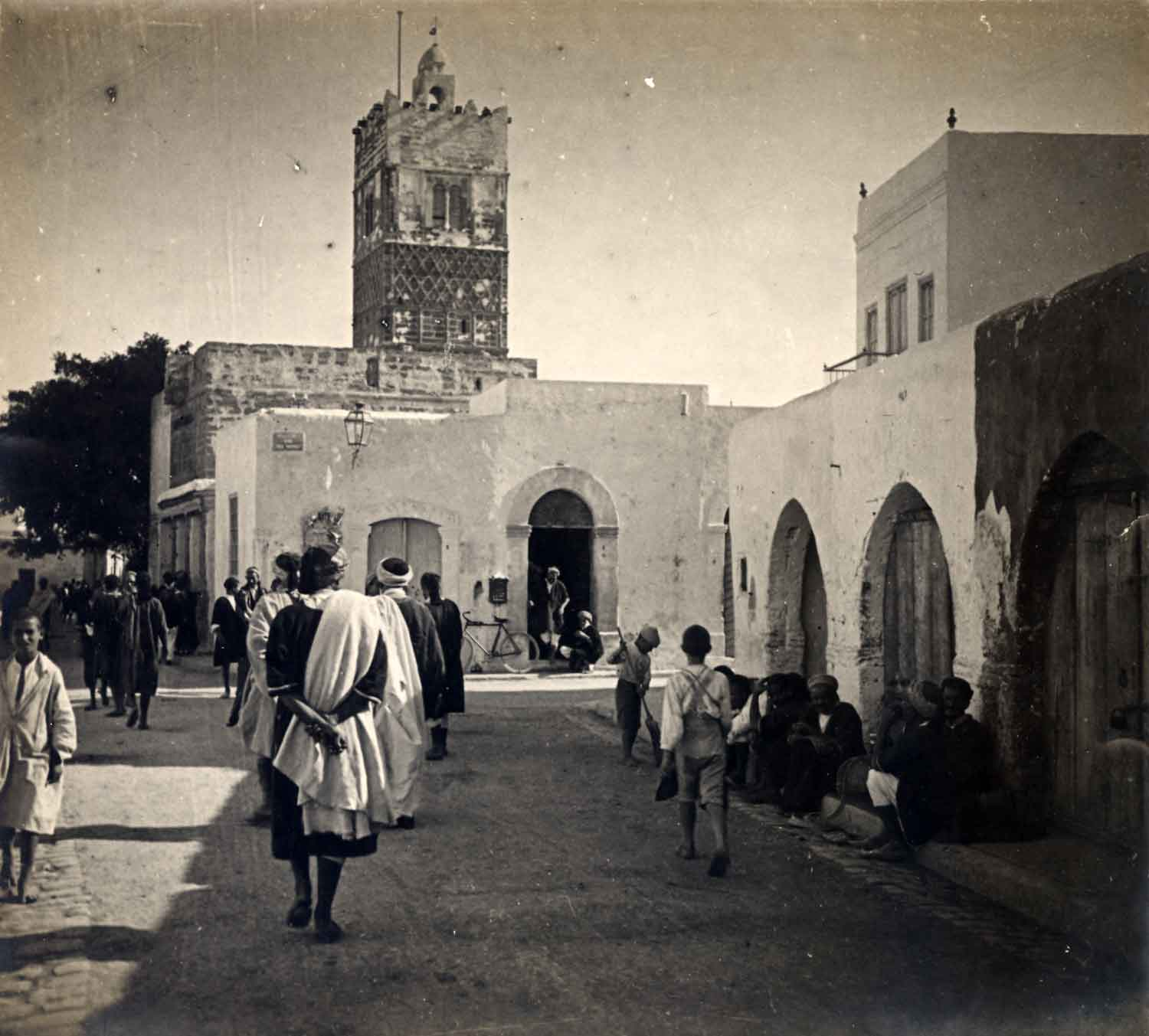
Mosquée malikite en 1935.

Au début du XVIe siècle, des Morisques émigrent depuis l'Espagne et s'installent en Tunisie, notamment à Testour, Zaghouan et Soliman. De ce fait, la ville est caractérisée par sa mosquée d'origine andalouse dont le plafond est soutenu par des colonnes extraites de sites romains.